# جان باتيست ريجيس
جان باتيست ريجيس (بالفرنسية: Jean-Baptiste Régis)‏ هو مبشر فرنسي، ولد في 11 يونيو 1663 في ايستر في فرنسا، وتوفي في 24 نوفمبر 1737 في بكين في الصين.